# パラディーニャ (サッカー)

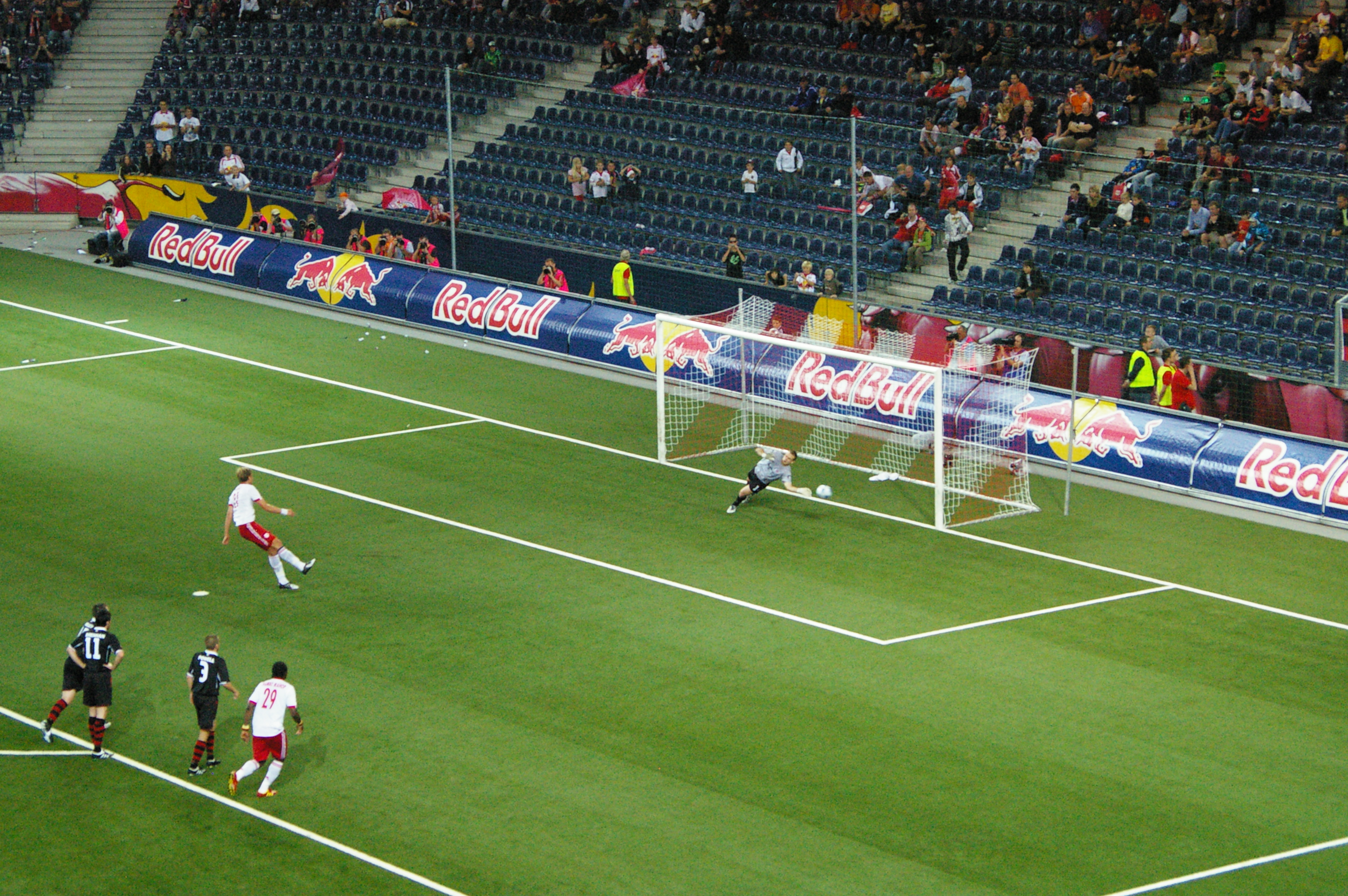
ペナルティーキック

サッカーにおけるパラディーニャ（葡: Paradinha）とは、ペナルティーキックを蹴る際の技術の一つである。キッカーはシュートを打つふりをするが行わず、ゴールキーパーを騙してその後キックする。「パラディーニャ」とはポルトガル語で「小休止」の意味である。

## 歴史
パラディーニャは1960年代にブラジルでペレによって開発された。ペレはサントスでの練習中にチームメイト達が冗談でこれを行っているのを見て、公式戦で実際に使うことを決めた。1962年のアルゼンチンのリーベル・プレートとの親善試合において、ペレはペナルティーキックの際にパラディーニャを行ったが、審判のAurelius BossolinoはPKおよびサントスの得点を無効とした。当時、FIFAはこの審判の姿勢を非難し、この戦略は有効となった。
パラディーニャは1990年代に再び流行した。この技術は世界中でインパクトを与え、1998 FIFAワールドカップフランス大会後にFIFAは声明を発表し、パラディーニャは有効とされたが、ゴールキーパーもボールが蹴られる前にゴールラインから動いてもよいこととなった。
2000年初頭には、パラディーニャを行う選手がほとんどいなくなったため再び忘れられていた。その2年後にブラジルで再び使われ始め、FIFAはこれを禁止することを決定した。

## 禁止（2010年）
パラディーニャは2010 FIFAワールドカップ南アフリカ大会およびFIFAが承認したその他のリーグで2010年6月1日から禁止となった。新たなFIFAの規則では、「相手競技者を混乱させるために、ペナルティーキックの助走中にフェイントをすることはサッカーの一部であり、認められる。しかしながら、競技者が一旦助走を完了した後にボールをけるフェイントについては、第14条に違反するとみなされ、それを行った競技者は反スポーツ的行為により警告されなければならない」とされ、助走後のキックフェイントが反則であることが明記された。